# زواج الأطفال في زيمبابوي
زواج الأطفال في زيمبابوي: في 2017 في زيمبابوي، هناك 32% من الفتيات تم تزويجهن قبل الثامنة عشر، و4% يُزوجن قبل الخامسة عشر. أي تقريبًا واحدة من كل ثلاث فتيات في زيمبابوي تُزوج قبل الثامنة عشر.

## سن الزواج القانوني
إن القوانين الخاصة بالزواج في زيمبابوي لا تساند الفتيات أبدًا.[وفقًا لِمَن؟] إنها تسمح للفتيات بالزواج في سن السادسة عشر، بينما تسمح للفتيان بالزواج في سن الثامنة عشر. أما القانون الخاص بالزواج العرفي الذي يتم بين العائلات وفقًا للتقاليد، فلا يحدد سنًا أدنى للزواج.
في يناير 2016، قضت المحكمة الدستورية أن قانون الزواج الذي يسمح للفتيات في سن السادسة عشر بالزواج بموافقة الأهل هو في الواقع غير دستوري بالمرة، وحددت سن الزواج الأدنى للفتيات بثمانية عشر عامًا. وذلك بعد ضغطٍ عنيف من المنظمات الدولية المختلفة.